# Äkäsjoki
Äkäsjoki är ett vattendrag i Finland.  Det är ett biflöde till Muonioälven och ligger i Kolari kommun och landskapet Lappland, i den norra delen av landet, 800 km norr om huvudstaden Helsingfors. Den  ingår i Torne älvs huvudavrinningsområde. 